# ヴォンダ・ウォード
ヴォンダ・ウォード（Vonda Ward, 1973年3月16日 - ）は、アメリカ合衆国オハイオ州マケドニア出身の元女子バスケットボール選手、プロボクサー。
繋駕速歩競走の騎手であった父を持つ。

## 経歴

### バスケットボール
テネシー大学ではバスケットボール選手としてNCAAタイトルを2回獲得。1993年にはアメリカ合衆国代表としてウィリアム・ジョーンズカップに出場。
卒業後、ドイツやABLでプロとして活躍。
しかし、足を骨折したことやチームが1998年を以って消滅したため、バスケットボールからボクシングに転向。

### ボクシング
2000年1月15日、27歳の時にデビュー戦をKO勝利で飾る。
2002年7月16日、IBA女子世界ヘビー級王座を獲得。
2003年7月11日、WIBA同級王座
2004年5月15日、アン・ウルフ相手に1回KOで初の敗戦。尚、このKOがキャリアで唯一の敗戦である。
2007年2月10日、WBC女子世界ヘビー級初代王座を獲得するとともに、WIBA同級王座を防衛。
2010年引退。

## 戦績
- 24戦23勝（17KO）1敗